# Cabinet du roi (France)
Pour les articles homonymes, voir Cabinet du roi.
Le Cabinet du roi est un outil artistique et politique de diffusion par les estampes de la « magnificence » et de la « gloire » du roi de France Louis XIV (1643-1715), créé en 1667 par Jean-Baptiste Colbert et arrêté en 1683 à la mort de ce dernier. Il regroupe 956 matrices, toutes exécutées par les graveurs les plus talentueux de leur époque à la demande du roi. Un recueil intitulé Le Cabinet du Roi paru en 1727 regroupe toutes les estampes ayant émané du Cabinet du Roi.
La Chalcographie du Louvre hérite en partie de cette institution.

## Historique
Le Cabinet du roi naît en 1667 de la volonté de Jean-Baptiste Colbert d’asseoir la supériorité artistique du royaume pour accroître son expansion économique : une élite d’ouvriers  est pensionnée et logée dans la manufacture des Gobelins à Paris. Il y puise les meilleurs graveurs qui participeront à la propagande royale grâce à la reproductibilité et à la multiplicité permises par les estampes. Le roi lui-même parle « d’encourager l’art de la gravure et d’en continuer l’histoire ». Les grands événements diplomatiques et militaires du règne, ainsi que la richesse artistique et culturelle du roi sont mis en avant. Louis XIV ordonne aux graveurs de déposer leurs gravures dans sa bibliothèque.
Les plus grands travaillent au service du roi et de son Cabinet. Nicolas Clément (1647-1712), érudit et bibliothécaire à la Bibliothèque royale, est chargé de la conservation, de la surveillance, du classement et du rangement des planches et des épreuves, mais également de la recherche des graveurs et de leur sollicitation pour graver. Sébastien Cramoisy, imprimeur du roi et directeur de l’Imprimerie royale, ainsi que sa famille à sa suite seront en charge jusqu’en 1701 de la publication des livres de la Bibliothèque royale et des estampes du Cabinet du roi. En effet, données depuis 1670 comme cadeau aux grands personnages, aux diplomates et aux seigneurs et courtisans, les planches sont très coûteuses à produire : plus de 300 000 livres ont été injectées dans cette entreprise. Ainsi, Colbert décide de proposer les planches au public pour amortir les frais liés à la rémunération des graveurs. Claude Mellan, Gérard Edelinck, Gérard Audran, Sébastien Leclerc et de nombreux autres graveurs participent à cette entreprise et gravent des planches destinées à servir la propagande du roi et la diffusion du faste français en Europe.
Le roi, souhaitant encourager la gravure, met cet art à la portée de tous grâce à des prix relativement faibles. La suite d'estampes Feste de Versailles de 1674 est ainsi vendue 3 livres 10 sols et contient six gravures de François Chauveau et Jean Lepautre. Le souscripteur a aussi la possibilité d’acheter une planche seule pour 6 sols. La diffusion des gravures est par conséquent fondamentale pour le roi : elles lui permettent de diffuser sa culture et la propagande à travers ces œuvres devenues accessibles.
Le Cabinet du roi cessa progressivement son activité après la mort de Jean-Baptiste Colbert en 1683. Mais son modèle sera ensuite repris tout au long du XVIIIe siècle, notamment par le fonds des Menus-Plaisirs du Roi qui, fusionné en 1792 avec les fonds de l’Académie royale, de la surintendance de Versailles, et de la Maison de Ville de Paris, formera un ensemble qui constituera les fondements de la « Chalcographie française », laquelle conserve encore aujourd’hui les matrices du Cabinet du roi au musée du Louvre.

## Fonctions

### Exalter la personne du roi
Bien que le Cabinet soit sous la direction du roi, ce dernier n’est représenté en buste que dans une seule gravure, au centre de la place Royale à Paris, gravé par Gilles Rousselet et Israël Silvestre en 1670 pour Les courses de testes et de bague de l’année 1662 de Charles Perrault. Les graveurs privilégient l’éloge de la gloire militaire du roi lors de la guerre de Hollande, comme avec les tableaux d’Adam François van der Meulen gravés pour le roi dans plusieurs volumes de la publication ultérieure, le recueil intitulé Cabinet du roi (1727).

### Magnifier les fêtes et divertissements royaux

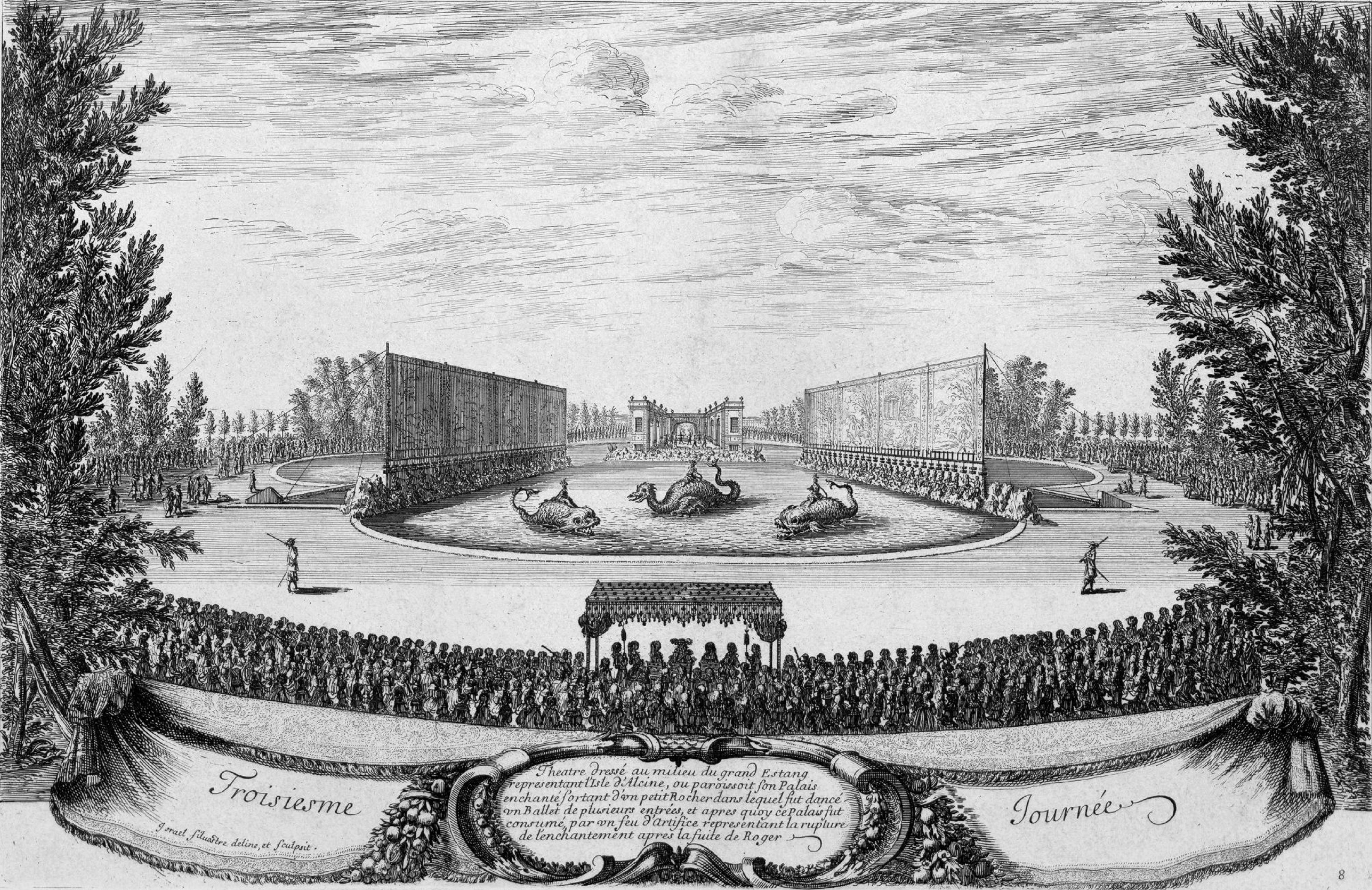
Les Plaisirs de l’Isle Enchantée Troisième Journée, Israël Silvestre, 1674

Les fêtes et les divertissements royaux sont les motifs principaux des gravures du Cabinet du roi. Chaque victoire militaire fait l’objet de somptueuses fêtes avec feux d’artifice et ballets dans les jardins de Versailles et à la cour. Elles sont immédiatement gravées pour en garder une trace et montrer le faste de la monarchie française aux cours européennes. Les Plaisirs de l’Isle Enchantée, une fête se tenant sur plusieurs jours en 1664 dans les jardins de Versailles, gravé par Israël Silvestre, permet de répandre dans toute l’Europe les fastes versaillais.

### Montrer les bâtiments royaux

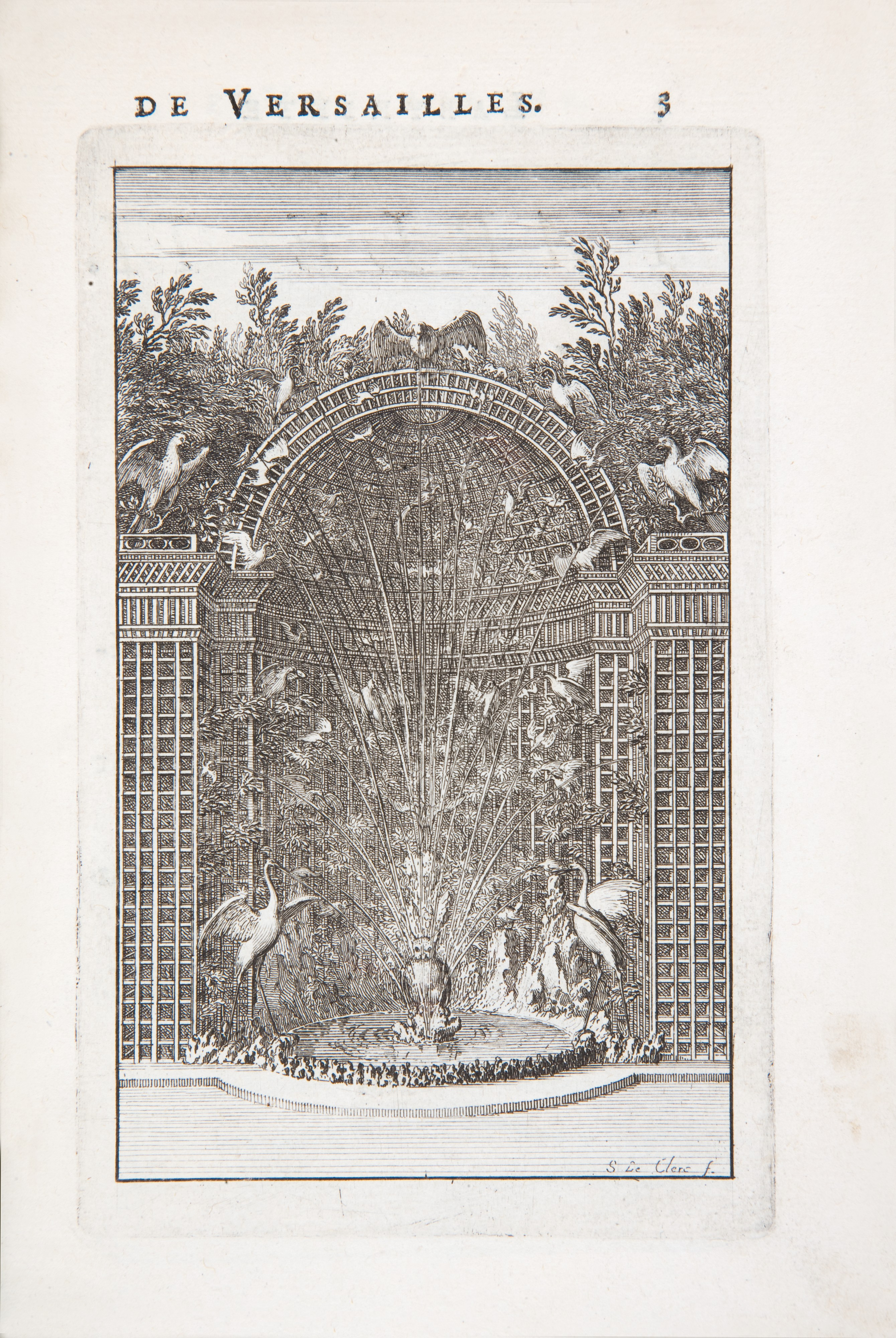
Labyrinthe de Versailles, Sébastien Leclerc, 1677

Le règne de Louis XIV est marqué par les nombreuses constructions entreprises : d’abord l'agrandissement et l'embellissement du Louvre et des Tuileries au centre de Paris, puis la construction du château de Versailles. Chacun de ces lieux fait l’objet d’un ou plusieurs volumes du Cabinet du roi de 1727. Chaque statue, chaque jardin, chaque bassin est représenté aux côtés des plans des bâtiments. Sébastien Leclerc va représenter les Tapisseries du Roy de Charles le Brun avec les quatre saisons et les quatre éléments, représentant les Maisons de la cour royale. Le parc de Versailles fut également gravé par Sébastien Leclerc dans le Labyrinthe de Versailles. Ces planches sont à l’origine de la diffusion des jardins français en Europe, et de la magnificence du règne de Louis XIV.

### Exposer les collections artistiques du roi

Le passage du Granique, Girard Audran d’après Le Brun, 1672

Avec les fêtes et les divertissements, ce domaine est l’un des principaux du Cabinet du roi. Louis XIV possède une collection faite d'œuvres du Titien, de Raphaël, de Poussin, de statues ou encore de médailles antiques. Pour exposer le prestige de cette collection, les graveurs sont sollicités pour porter sur le cuivre des interprétations de ces œuvres. Girard Audran et Gérard Edelinck parviennent à porter dans le métal des nuances de blanc et de gris correspondant aux couleurs des tableaux originaux, de même que pour les tapisseries.

### Promouvoir les sciences et arts
Au cœur des débats scientifiques de la fin du XVIIe siècle, les scientifiques sont aidés par les pensions octroyées par le roi. Ce dernier sollicite Sébastien Leclerc pour illustrer leurs ouvrages (zoologie, astronomie, physique, botanique) sortant de l’Imprimerie royale.

## LeCabinet du roi(1727)
Le Cabinet du roi est une série de planches réunies en 23 volumes in-folio publiée en recueil en 1727 par l’Imprimerie royale après la constitution d’un premier catalogue d’estampes. Georges Duplessis a établi un classement de référence de ces volumes en les décrivant avec les planches qu’ils contiennent. Certaines pièces sont prisées, d’autres encore décrites avec précision. Ces 23 volumes permettent de garder la trace, grâce à cette liste complète, des planches gravées pour le Cabinet du Roi entre 1667 et 1683, ainsi que les noms des graveurs ayant participé à cette entreprise.

### Contenu du recueil
| Numéro du volume   | Titre                                                                                                 | Nombre de planches | Graveurs principaux                                                                                 |
| ------------------ | --- | ------------------ | --------------------------------------------------------------------------------------------------- |
| 1                  | Tableaux du roi                                                                                       | 38                 | Gilles Rousselet                                                                                    |
| 2                  | Tableaux du roi représentant cinq sujets de l’histoire d’Alexandre le Grand gravez d’après M. Le Brun | 15                 | Girard Audran, Gérard Edelinck                                                                      |
| 3                  | Médaillons antiques du Cabinet du Roy                                                                 | 41                 | La Boissière                                                                                        |
| 4                  | Ornements de peinture et de sculpture qui sont dans la galerie d’Apollon                              | 44                 | |
| 5                  | Vues du chasteau de Versailles. Tableaux de la voute de la galerie du petit appartement               | 38                 | Jean Lepautre, Gérard Edelinck, Israël Silvestre                                                    |
| 6                  | Grotte, labyrinthe, fontaines et bassins de Versailles                                                | 89                 | Jean Lepautre, Gérard Edelinck, Israël Silvestre, François Chauveau, Bernard Picart, Étienne Baudet |
| 7                  | Statues du Roy, antiques et modernes                                                                  | 48                 | Claude Mellan                                                                                       |
| 8                  | Termes, bustes, sphinx et vases du Roy                                                                | 40                 | Jean Lepautre                                                                                       |
| 9                  | Tapisseries du Roy                                                                                    | 48                 | Sébastien Leclerc d’après Charles Le Brun                                                           |
| 10                 | Carroussel, courses de têtes et de bague                                                              | 97                 | François Chauveau, Israël Silvestre                                                                 |
| 11                 | Fêtes de Versailles                                                                                   | 20                 | Jean Lepautre                                                                                       |
| 12                 | Description générale de l’Hostel Royal des Invalides                                                  | 22                 | J. et P. Lepautre, J. et D. Marot                                                                   |
| 13                 | Maisons royales et villes frontières de France                                                        | 29                 | Israël Silvestre, Sébastien Leclerc                                                                 |
| 14                 | Plans et vues de quelques lieux de remarque                                                           | 32                 | |
| 15                 | Les Petites Conquêtes servant à l’histoire de Louis XIV                                               | 46                 | |
| 16                 | Vues, marches, entrées, passages et autres sujets servant à l’histoire de Louis XIV                   | 28                 | |
| 17                 | Vues, marches, entrées, passages et autres sujets servant à l’histoire de Louis XIV                   | 26                 | |
| 18                 | Vues, marches, entrées, passages et autres sujets servant à l’histoire de Louis XIV                   | 98                 | |
| 19                 | Les glorieuses conquestes de Louis le Grand                                                           | 28                 | D’après Adam François van der Meulen                                                                |
| 20                 | Les glorieuses conquestes de Louis le Grand                                                           | 36                 | D’après Adam François van der Meulen                                                                |
| 21                 | Les glorieuses conquestes de Louis le Grand                                                           | 33                 | D’après Adam François van der Meulen                                                                |
| 22                 | Les glorieuses conquestes de Louis le Grand                                                           | 29                 | D’après Adam François van der Meulen                                                                |
| 23                 | Les glorieuses conquestes de Louis le Grand                                                           | 31                 | D’après Adam François van der Meulen                                                                |
| Total des planches | Total des planches                                                                                    | 956                | 956                                                                                                 |